# Правителство на Северна Македония (14)
Правителство на Северна Македония – орган на изпълнителната власт в Македония, избран след оставката на второто правителство на Зоран Заев. Мнозинството депутати избраха правителството на Димитър Ковачевски на 16 януари 2022 г. с 62 гласа „за и 46 гласа против“.

## Състав
Съставът на кабинета включва 20 министри и един председател.
| министерство                                                                        | име | име                | партия      |
| ----------------------------------------------------------------------------------- | --- | ------------------ | ----------- |
| министър-председател                                                                |     | Димитър Ковачевски | СДСМ        |
| заместник министър-председател, по политическата система и международните отношения |     | Артан Груби        | ДСИ         |
| заместник министър-председател, по политиките за добро управление                   |     | Славица Гърковска  | СДСМ        |
| заместник министър-председател, по икономическите въпроси                           |     | Фатмир Битики      | СДСМ        |
| заместник министър-председател, по европейските въпроси                             |     | Боян Маричич       | СДСМ        |
| отбрана                                                                             |     | Славянка Петровска | СДСМ        |
| вътрешни работи                                                                     |     | Оливер Спасовски   | СДСМ        |
| правосъдие                                                                          |     | Никола Тупанчески  | безпартиен  |
| външни работи                                                                       |     | Буяр Османи        | ДСИ         |
| финанси                                                                             |     | Фатмир Бесими      | ДСИ         |
| икономика                                                                           |     | Крешник Бектеши    | ДСИ         |
| земеделие, гори и водно стопанство                                                  |     | Люпчо Николовски   | СДСМ        |
| здравеопазване                                                                      |     | Беким Сали         | Алтернатива |
| образование и наука                                                                 |     | Йетон Шакири       | ДСИ         |
| труд и социална политика                                                            |     | Йована Тренчевска  | СДСМ        |
| местно самоуправление                                                               |     | Горан Милевски     | ЛДП         |
| култура                                                                             |     | Бисера Стойчевска  | СДСМ        |
| информационно общество и администрация                                              |     | Адмирим Алити      | Алтернатива |
| транспорт и връзки                                                                  |     | Благой Бочварски   | СДСМ        |
| околна среда и пространствено планиране                                             |     | Насер Нуредини     | ДСИ         |
| министър, по диаспората                                                             |     | Джемаил Купи       | Алтернатива |

## Промени от 31 октомври 2022 г.
| министерство          | име | име         | партия |
| --------------------- | --- | ----------- | ------ |
| местно самоуправление |     | Ристо Пенов | ЛДП    |

## Промени от 28 февруари 2023 г.
| министерство                            | име | име            | партия              |
| --------------------------------------- | --- | -------------- | ------------------- |
| правосъдие                              |     | Кренар Лога    | безпартиен          |
| здравеопазване                          |     | Фатмир Меджити | Алианс за албанците |
| околна среда и пространствено планиране |     | Кая Шутова     | СДСМ                |
| информационно общество и администрация  |     | Азир Алиу      | Алианс за албанците |